# Красноярски край
Красноярски край е субект на Руската федерация, разположен в Сибирския федерален окръг и Източносибирския икономически район. Площ 2 366 797 km² (2-ро място по големина след Якутия в Руската Федерация, 13,82% от нейната територия). Население на 1 януари 2017 г. 2 875 301 души (14-о място в Руската Федерация, 1,96% от цялото население). Административен център град Красноярск. Разстояние от Москва до Красноярск 3955 km.

## Историческа справка
Първите руски селища на територията на Красноярски край възникват в началото на ХVІІ в. – Енисейск (1618 г.), Красноярск и Канск (1628 г.), Ачинск (1782 г.). Краят е създаден на 7 декември 1934 г., като до 1991 г. в неговия състав влиза Хакаската автономна област, сега отделен субект на Руската Федерация – Република Хакасия, а до 2005 г. – Евенкски автономен окръг и Таймирски (Долгано-Ненецки) автономен окръг. Съгласно резултатите от референдума, проведен на 17 април 2005 г., от 1 януари 2007 Евенкски автономен окръг и Таймирски (Долгано-Ненецки) автономен окръг се преобразуват в Евенкски район и Таймирски Долгано-Ненецки район в състава на Красноярски край.

## Географска характеристика

### Географско положение, граници, големина
Красноярски край е разположен в Централен Сибир, включвайки архипелазите и островите в Северния ледовит океан (Северна земя, Норденшелд, Сергей Киров, Сибиряков и др. по-малки). Простира се от бреговете на Северния ледовит океан до планинските райони на Южен Сибир почти на 3000 km, като се отличава с изключително разнообразни и богати природни условия и ресурси. На изток граничи с Якутия, на югоизток – с Иркутска област, на юг – с Република Тува, на югозапад с Република Хакасия и Кемеровска област, на запад – с Томска област, Ханти-Мансийския и Ямало-Ненецки автономен окръг. На северозапад и север се мие от водите на Карско море, а на североизток – от водите на море Лаптеви. В тези си граници заема площ от 2 366 797 km² (2-ро място по големина след Якутия в Руската Федерация, 13,82% от нейната територия).

### Релеф
Релефът на Красноярския край е изключително разнообразен. Крайбрежието на полуостров Таймир, разположено на крайния север е силно разчленено с многочислени заливи и полуострови. Централната част на полуострова е заета от планината Биранга, стръмно спускаща се на юг към силно заблатената, с голямо количество езера Северосибирска низина, която в пределите на края се нарича Енисейско-Хатангска падина. Долината на река Енисей, протичаща по цялата му територия от юг на север се дели на две части: западна, ниска част (източната периферия на огромната Западносибирска равнина) и източна, по-висока, заета от обширното Средносибирско плато (средна височина 500 – 700 m). Най-високите части са в Енисейското възвишение (Енисейски кряж) – 1104 m и платото Путорана – 1701 m. Южните части на Красноярския край са разположени в пределите на Южен Сибир. Най-големите орографски единици тук са Санските планини – Източни Саяни (до 2922 m), Западни Саяни и редица междупланински котловини, най-голяма от които е Минусинската котловина.

### Климат
Климатът е рязко континентален, особено суров на север, с дълга зима. На север и в Средносибирското плато средната януарска температура е от -30 °C до -36 °C, а в районите на Енисейск, Красноярск и на юг от -18 °C до -22 °C. Лятото в централните райони е умерено топло, а на юг – топло. Средната юлска температура е от 13 °C на север (по крайбрежието на Северния ледовит океан под 10 °C), 16 – 18 °C в централните части до 20 °C на юг. Продължителността на безмразовия период е от 73 – 76 денонощия на север до 103 – 120 денонощия на юг. Валежите са предимно през лятото и годишното им количеството се колебае от 200 – 300 mm на север, до 400 – 600 mm в Средносибирското плато и до 800 – 1200 mm по северните склонове на планините в южните райони на края. В междупланинските котловини на юг годишната сума на валежите е малка 250 – 300 mm. На големи територии от Красноярския края, особено на север от долината на река Долна Тунгуска е развита вечно замръзналата почва.

### Води
На територията на Красноярски край има 18700 реки с дължина над 10 km с обща дължина около 624 600 km. Речната мрежа се отнася към два водосборни басейна – на Карско море и море Лаптеви. Към водосборния басейн на Карско море се отнасят: най-голямата река в Красноярски край Енисей с притоците си Туба, Мана, Кан, Ангара, Голям Пит, Долна Тунгуска, Подкаменна Тунгуска, Сим, Елогуй, Турухан, Кочечум (приток на Долна Тунгуска), Чуня (приток на Подкаменна Тунгуска), Тасеева (приток на Ангара) и двете я съставящи Бирюса и Чуна; Пясина; Таймира; горните и средни течения на реките Чулим и Кет (десни притоци на Об) и няколко малки реки от басейна на река Таз. Към водосборния басейн на море Лаптеви се отнасят: Хатанга с двете съставящи я реки Котуй и Хета; Голяма Балахня, Ленинградска, Попигай, Оленьок (най-горното течение) и др.; Вилюй (най-горното течение), ляв приток на Лена.
Разнообразния релеф обуславя наличието на планински, полупланински и равнинни реки. В планинските си участъци реките имат бурно течение, а по равнините и низините текат спокойно, меандрират, делят се протоци и ръкави. Подхранването на реките е смесено с преобладаване на снежното и дъждовното. Водният режим на болшинството реки е с пролетно, силно разтегнато във времето пълноводие, повишен летен отток и изключително ниско зимно маловодие. Замръзването на реките в края се придвижва от север на юг от септември до ноември, а размразяването обратно – от април до юни. Много от по-малките реки на север замръзват до дъното си за дълъг период от време.
В Красноярски край над 323 хил. естествени и изкуствени езера с обща площ над 60 хил.km2. Значителна част от тях са разположени в северната част на края – на полуостров Таймир и платото Путорана. Тук се намират три от най-големите руски езера – Таймир, Хантайско и Пясино, а също и други големи – Лабаз, Кета, Портнягино, Лама, Кунгасалах, Плитко езеро, Есей, Виви, Дюпкун и много други. Втори по значение езерен район е западно от река Енисей, в Западносибирската равнина, а незначителна част се намират в югозападната част на края. По произход езерата в Красноярски край са: термокарстови, ледниково-тектонски и крайречни в северните райони; моренни в Средносибирското плато; ерозионно-тектонски солени езера в Минусинската котловина; моренни, карстови и тектонски в Санските планини.
На територията на Красноярски край са изградени няколко много големи изкуствени водохранилища: Красноярското, Майнското и Саяно-Шушенското на Енисей; Богучанското на Ангара; Курейското и Уст Хантайското на десните притоци на Енисей – реките Курейка и Хантайка.

### Почви, растителност
На полуостров Таймир в зоната на арктическите пустини и тундрата преобладават заблатените торфени почви, върху които е развита мъхово-лишайникова растителност. В южната част на полуострова се простира тясната полоса на лесотундрата, където наред с храстовата тундра има отделни малки гори от сибирска лиственица върху слабоподзолисти почви и смърч върху торфени почви. Зоната на тайгата заема голяма част от Западносибирската равнина и Средносибирското плато, а на юг постепенно преминава в планинско-иглолистните гори на Санските планини. Сибирската тайга се дели на северна, средна и южна подзона, във всяка от които се различават западна умерено влажна провинция и източна – суха провинция. В северната подзона преобладават заблатените гори от даурска лиственица с примеси от смърч и бреза (северна тайга), развити върху замръзнали подзолисти почви. Южно от Северния полярен кръг господстват храстовидните и тревисто-храстовидните лиственични гори (средна тайга), развити върху подзолисти и замръзнали горски почви. На юг от река Подкаменна Тунгуска се простира южната тайга, като в западната част преобладават тъмните иглолистни гори (смърч, ела, сибирски кедров бор, сибирска лиственица), а на изток – лиственично-борови и борови гори, развити върху ливадно-подзолисти замръзнали почви. Между зоната на тайгата и простиращите се на юг лесостепи е разположена полосата на смесените и дребнолистните широколистни гори (южна подтайга), съчетаваща ланшафтите на тайгата и лесостепта. В Минусинската котловина е развита типична степна растителност, характеризираща се с равнинен и хълмист релеф, плодородни сиви горски, черноземни и кафяви почви. В Санските планини е ясно изразена височинната поясност. Планинската лесостеп по периферията на Минусинската котловина, парково-лиственичните гори и планинската тайга (ела, смърч, лиственица, кедров бор) постепенно се сменят с ливадна и планинска тундрова растителност по най-високите части на Санските планини.

### Животински свят
За района на тундрата са характерни леминги, песец, бял заек, северен елен, тундрова куропатка, полярна сова, лебеди, гъски, патки, тюлени, моржове. В зоната на тайгата – лос, дива свиня, белка, кафява мечка, росомаха, хермелин, собол, лисица, глухар, кълвач и др.

## Население
Населението на Красноярски край е 2 866 490 души към 2016 г., а към 1 януари 2017 г.2 875 301 души (14-о място по население в Руската Федерация, 1,86% от цялото население).
| Красноярск   | 1 066 934 | Лесосибирск  | 59 844 | Боготол   | 20 477 |
| Норилск      | 177 428   | Назарово     | 50 652 | Енисейск  | 18 156 |
| Ачинск       | 105 364   | Сосновоборск | 38 415 | Шушенское | 16 846 |
| Канск        | 91 018    | Шарипово     | 37 258 | Кодинск   | 16 227 |
| Железногорск | 84 543    | Дивногорск   | 29 049 | Бородино  | 16 218 |
| Минусинск    | 68 309    | Дудинка      | 21 978 | Ужур      | 15 566 |
| Зеленогорск  | 62 670    | Березьовка   | 20 894 | Илански   | 15 137 |

### Етнически състав
Според данни от преброяването през 2010 г. краят е населен от:
| руснаци (88.07%) украинци (1.34%) татари (1.23%) немци (0.79%) азербайджанци (0.58%) чуваши (0.39%) арменци (0.38%) беларуси (0.35%) киргизи (0.30%) други (6.57%) |

### Обща карта
Легенда:
|  | Краев център, повече от 1 000 000 души |
|  | от 100 000 до 200 000 души             |
|  | от 50 000 до 100 000 души              |
|  | от 20 000 до 50 000 души               |
|  | от 10 000 до 20 000 души               |
|  | от 5000 до 10 000 души                 |

Съкращения:
1. Сосновоборск
2. Дивногорск
3. Бородино
4. Зеленогорск
5. Железногорск
6. Емеляново
7. Заозьорни
8. Дзержинское
9. Уяр

## Административно-териториално деление
В административно-териториално отношение Красноярски край се дели на 17 краеви градски окръга, 44 муниципални района, 23 града, в т.ч. 13 града с краево подчинение, 8 града с районно подчинение и 2 града със специален статут и 30 селища от градски тип.
| Административна единица       | Площ (km2) | Население (2017 г.) | Административен център | Население (2017 г.) | Разстояние до Красноярск (в km) | Други градове и сгт с районно подчинение                         |
| ----------------------------- | ---------- | ------------------- | ---------------------- | ------------------- | ------------------------------- | ---------------------------------------------------------------- |
| Краеви градски окръзи         |            |                     |                        |                     |                                 |                                                                  |
| A. Ачинск                     | 103        | 106 525             | гр. Ачинск             | 105 364             | 184                             | Мазулски                                                         |
| B. Боготол                    | 63         | 20 245              | гр. Боготол            | 20245               | 252                             |                                                                  |
| C. Бородино                   | 35         | 16 249              | гр. Бородино           | 16 249              | 185                             |                                                                  |
| D. Дивногорск                 | 502        | 33 292              | гр. Дивногорск         | 29 117              | 40                              |                                                                  |
| E. Енисейск                   | 66         | 17 999              | гр. Енисейск           | 17 999              | 338                             |                                                                  |
| F. Канск                      | 101        | 90 231              | гр. Канск              | 90 231              | 247                             |                                                                  |
| G. Красноярск                 | 354        | 1 089 794           | гр. Красноярск         | 1 082 933           |                                 |                                                                  |
| H. Лесосибирск                | 271        | 64 477              | гр. Лесосибирск        | 59 844              | 458                             | Стрелка                                                          |
| I. Минусинск                  | 61         | 71 335              | гр. Минусинск          | 68 309              | 661                             | Зелени Бор                                                       |
| J. Назарово                   | 88         | 50 397              | гр. Назарово           | 50 397              | 239                             |                                                                  |
| K. Норилск                    | 4509       | 178 654             | гр. Норилск            | 177 428             | 2117                            | Снежногорск                                                      |
| L. Сосновоборск               | 27         | 39 375              | гр. Сосновоборск       | 39 375              | 31                              |                                                                  |
| M. Шарипово                   | 29         | 46 771              | гр. Шарипово           | 37 258              | 414                             | Горячегорск, Дубинино                                            |
| N. Железногорск               | 457        | 93 169              | гр. Железногорск       | 84 543              | 49                              | Подгорни                                                         |
| O. Зеленогорск                | 152        | 62 466              | гр. Зеленогорск        | 62 466              | 170                             |                                                                  |
| P. Кедрови                    | 28         | 5524                | сгт Кедрови            | 5524                | 44                              |                                                                  |
| R. Солнечни                   | 2          | 10 035              | сгт Солнечни           | 10 035              | 347                             |                                                                  |
| Муниципални райони            |            |                     |                        |                     |                                 |                                                                  |
| 1. Абански                    | 9512       | 20 226              | с. Абан                | 8663                | 309                             |                                                                  |
| 2. Ачински                    | 2534       | 15 390              | гр. Ачинск             |                     | 184                             |                                                                  |
| 3. Балахтински                | 10 250     | 18 837              | сгт Балахта            | 6882                | 183                             |                                                                  |
| 4. Березовски                 | 4595       | 41 210              | сгт Березовка          | 20 994              | 11                              |                                                                  |
| 5. Бирилюски                  | 11 800     | 9844                | с. Новобирилюси        | 4184                | 262                             |                                                                  |
| 6. Боготолски                 | 2992       | 10 038              | гр. Боготол            |                     | 252                             |                                                                  |
| 7. Богучански                 | 54 000     | 45 544              | с. Богучани            | 11 177              | 588                             |                                                                  |
| 8. Болшемуртински             | 6856       | 18 277              | сгт Болшая Мурта       | 7815                | 110                             |                                                                  |
| 9. Болшеулуйски               | 2590       | 7613                | с. Болшой Улуй         | 3898                | 227                             |                                                                  |
| 10. Дзержински                | 3610       | 13 375              | с. Дзержинское         | 7653                | 331                             |                                                                  |
| 11. Емеляновски               | 7440       | 48 640              | сгт Емеляново          | 13 367              | 19                              |                                                                  |
| 12. Енисейски                 | 106 143    | 23 229              | гр. Енисейск           |                     | 338                             | Подтесово                                                        |
| 13. Ермаковски                | 17 652     | 19 532              | с. Ермаковское         | 9189                | 746                             |                                                                  |
| 14. Идрински                  | 6070       | 11 411              | с. Идринское           | 5320                | 813                             |                                                                  |
| 15. Илански                   | 3780       | 23 971              | гр. Илански            | 15 137              | 279                             |                                                                  |
| 16. Ирбейски                  | 10 921     | 15 324              | с. Ирбейское           | 4985                | 225                             |                                                                  |
| 17. Казачински                | 5755       | 9843                | с. Казачинское         | 3598                | 213                             |                                                                  |
| 18. Кански                    | 4246       | 25 542              | гр. Канск              |                     | 247                             |                                                                  |
| 19. Каратузки                 | 10 236     | 15 172              | с. Каратузкое          | 7250                | 760                             |                                                                  |
| 20. Кежемски                  | 34 541     | 21 122              | гр. Кодинск            | 16 348              | 735                             |                                                                  |
| 21. Козулски                  | 5305       | 16 284              | сгт Козулка            | 8027                | 118                             | Новочернореченски                                                |
| 22. Краснотурански            | 3462       | 14 152              | с. Краснотуранск       | 5458                | 763                             |                                                                  |
| 23. Курагински                | 24 073     | 45 532              | сгт Курагино           | 13 721              | 748                             | гр. Артьомовск, Болшая Ирба, Кошурниково, Краснокаменск, Чибижек |
| 24. Мански                    | 5976       | 15 780              | с. Шалинское           | 4779                | 97                              |                                                                  |
| 25. Минусински                | 3185       | 25 954              | гр. Минусинск          |                     | 661                             |                                                                  |
| 26. Мотигински                | 18 100     | 14 598              | сгт Мотигино           | 5558                | 522                             | Раздолинск                                                       |
| 27. Назаровски                | 4230       | 22 393              | гр. Назарово           |                     | 239                             |                                                                  |
| 28. Нижнеингашки              | 6143       | 29 813              | сгт Нижни Ингаш        | 10 759              | 450                             | Нижная Пойма                                                     |
| 29. Новоселовски              | 3880       | 13 102              | с. Новоселово          | 5752                | 444                             |                                                                  |
| 30. Партизански               | 4959       | 9428                | с. Партизанское        | 3524                | 172                             |                                                                  |
| 31. Пировски                  | 6242       | 6952                | с. Пировское           | 3023                | 297                             |                                                                  |
| 32. Рибински                  | 3651       | 31 259              | гр. Заозерни           | 10 277              | 166                             | Ирша, Саянски                                                    |
| 33. Саянски                   | 8031       | 10 876              | с. Агинское            | 5307                | 217                             |                                                                  |
| 34. Северо-Енисейски          | 47 242     | 11 375              | сгт Северо-Енисейски   | 6944                | 654                             |                                                                  |
| 35. Сухобузимски              | 5601       | 20 001              | с. Сухобузимское       | 4293                | 75                              |                                                                  |
| 36. Таймирски Долгано-Ненецки | 879 929    | 32 290              | гр. Дудинка            | 21 978              | 2021                            | Диксон                                                           |
| 37. Тасеевски                 | 9923       | 11 632              | с. Тасеево             | 8038                | 387                             |                                                                  |
| 38. Турухански                | 211 189    | 16 276              | с. Туруханск           | 4662                | 1474                            | гр. Игарка                                                       |
| 39. Тюхтетски                 | 9339       | 8151                | с. Тюхтет              | 4791                | 294                             |                                                                  |
| 40. Ужурски                   | 4226       | 31 545              | гр. Ужур               | 15 566              | 339                             |                                                                  |
| 41. Уярски                    | 2197       | 20 921              | гр. Уяр                | 12 209              | 132                             |                                                                  |
| 42. Шариповски                | 3764       | 14 447              | гр. Шарипово           |                     | 414                             |                                                                  |
| 43. Шушенски                  | 10 140     | 32 283              | сгт Шушенское          | 16 846              | 721                             |                                                                  |
| 44. Евенкийски                | 763 197    | 15 279              | с. Тура                | 5526                | 1630                            |                                                                  |

## Селско стопанство
Отглежда се едър рогат добитък, свине, птици, овце и елен (на север); зърнени култури, картофи, зеленчуци; и фуражни култури.
| хиляди хектара | 3927 | 2879,1 | 2507,6 | 1926,4 | 1608 | 1461,1 | 1538,1 |